# Градилиште (филм)
Градилиште је југословенски филм из 1979. године. Режирао га је Слободан Шијан, а сценарио је писао Новица Савић.

## Улоге
| Глумац                | Улога                             |
| --------------------- | --------------------------------- |
| Иво Грегуревић        | Милоје                            |
| Вера Зима             | Зорица, жена Милојева             |
| Данило Бата Стојковић | Шофер камиона                     |
| Милка Лукић           | Милица                            |
| Жарко Бајић           | Говедарица, управник дома културе |
| Мелита Бихали         | Дактиилографкиња на градилишту    |
| Љубомир Ћипранић      | Отправник возова                  |
| Драгомир Чумић        | Друг Милојев                      |
| Петар Лупа            | Раде, радник на градилишту        |
| Предраг Милинковић    |                                   |
| Мирослава Николић     | Девојка у кафани                  |
| Стеван Шалајић        | Шеф кухиње                        |